# 托馬托馬尼山
17°11′12″S 69°47′32″W / 17.18667°S 69.79222°W
托馬托馬尼山（Tuma Tumani），是秘魯的山峰，位於該國南部普諾大區的埃爾科廖省，屬於安第斯山脈的一部分，處於吉瓦納山以東，海拔高度5,007米。